# Sanctions pénales de l'époque d'Edo au Japon
Les sanctions pénales de l'époque d'Edo au Japon (1603–1868) peuvent être réparties en cinq catégories :
- Peine de mort
- Prison et exil
- Travaux forcés
- Confiscation de propriété
- Châtiment corporel

## Peine de mort
Les crimes graves comme le meurtre et les incendies volontaires étaient punis de la peine de mort. Le shogunat Tokugawa conserva ses lieux d'exécution à Kozukappara, Suzugamori et Itabashi. Kozukappara (aussi connu comme Kotsukappara ou Kozukahara), se trouve dans l'actuel arrondissement d'Arakawa, près de la sortie sud-ouest de la station de métro Minami-Senju, sur la ligne Hibiya du métro de Tokyo. On estime qu'entre 100 000 et 200 000 personnes y ont été exécutées. Seule une partie du site demeure, située à côté du temple Enmei-ji, en partie ensevelie sous les voies ferrées et dans un cimetière plus-récent. des recherches archéologiques et morphologique ont été réalisées par université de Tokyo sur les crânes trouvés enterrés ici, qui ont confirmé les méthodes d'exécution. Un autre endroit notable d'exécution a été retrouvé à Suzugamori à Shinagawa. Les deux sites sont encore peu distingués in situ avec des plaques commémoratives et des pierres tombales.
Les criminels étaient exécutés de différentes manières : 
- Ébouillantage
- Bûcher
- Crucifiement  pour avoir tué un parent, un mari, etc.
- Décapitation au sabre
- Sciage
- Coupage au niveau de la ceinture (coupe de la personne en demi). Le domaine de Kanazawa y associait la décapitation.

La peine de mort entraînait souvent des punitions collatérales. L'une consistait à faire défiler le condamné autour de la ville avant l'exécution. Une semblable était l'exposition public du condamné avant l'exécution. Un troisième était l'exposition public de la tête coupée.
Les samouraïs étaient souvent condamnés à accomplir le seppuku au lieu de ce type d'exécution.

## Incarcération et exil
Selon la gravité de l'infraction, les magistrats pouvaient condamner les criminels à l'incarcération sous diverses formes :
- Exil sur une île. Les criminels à Edo étaient souvent confinés sur Hachijō-jima ou Miyake-jima. Les criminels ainsi punis étaient tatoués.
- Emprisonnement. Le gouvernement d'Edo conservait une prison au Kodenma-chō.

L'exclusion du lieu du crime était une sanction pour les roturiers et les samouraïs.
- Tokoro-barai, le bannissement à une certaine distance, était commun pour les non-samouraï.
- Kōfu kinban, l'affectation à Kōfu dans les montagnes à l'ouest d'Edo, est un exemple de rustification des samouraïs.

## Travail forcé
Pour les crimes appelant une punition modérée, les condamnés pouvaient être envoyés travailler dans des camps de travail comme celui sur Ishikawa-jima dans la baie d'Edo. Les délits plus graves pouvaient entraîner d'être envoyé travailler dans la mine d'or sur l'île de Sado. En 1590, Hideyoshi avait interdit le « travail non libre » ou esclavage mais des formes de contrat et de travail sous contrat ont persisté à côté des travaux forcés des codes pénaux de l'époque. Par exemple, les lois pénales de l'époque d'Edo prescrivent le « travail non-libre » pour la famille immédiate des criminels exécutés à l'article 17 de la Gotōke reijō (« Lois de la maison des Tokugawa ») mais la pratique n'a jamais été habituelle. Le Gotōke reijō de 1711 
a été compilé à partir de plus de 600 lois promulguées entre 1597 et 1696.
Il était également fréquent pour les femmes d'être condamnées à des peines de travail comme esclaves et prostituées dans l'enceinte des quartiers de plaisir, notamment Yoshiwara.

## Confiscation
Les marchands pouvaient être punis de kesshō, la confiscation de leur entreprise.

## Punitions corporelles
Le port des menottes permettait au gouvernement de punir un criminel alors qu'il était sous résidence surveillée. Selon la gravité de l'infraction, la peine pourrait durer 30, 50 ou 100 jours.
La flagellation était une sanction commune pour des crimes tels que le vol et les combats. L'amputation 
du nez ou des oreilles remplace la flagellation à titre de sanction au début de l'époque d'Edo. Le 8e shogun d'Edo, Tokugawa Yoshimune introduit la flagellation comme peine judiciaire, ou dataki, en 1720. Un criminel pouvait être condamné à un maximum de 100 coups de fouet. Les samouraïs et les prêtres étaient exemptés de la flagellation et la peine était appliquée seulement aux roturiers. Le condamné était dépouillé de tout vêtement extérieur et frappé sur les fesses et le dos. La peine de flagellation a été utilisée jusqu'en 1867 mais est tombée en désuétude par intermittence de 1747 à 1795. Les hommes et les femmes pouvaient être condamnés à une flagellation mais au cours d'une partie du milieu de l'époque d'Edo, les femmes étaient emprisonnées plutôt que fouettées.

### Origine de la peine du fouet
En 757, le code Yōrō (養老律令, Yōrō-ritsuryō) est mis en œuvre et introduit les Cinq Pénalités Judiciaires (五刑). Deux d'entre elles concernent la flagellation. La flagellation légère prévoit 10 à 50 coups de fouet, tandis que la flagellation forte stipule 60 à 100 coups. Cependant, un esclave pouvait être condamné à un maximum de 200 coups de fouet. Ces peines de flagellation sont uniquement appliquées aux roturiers masculins. Les condamnés de la noblesse et les roturières pouvaient être condamnés à l'imposition de menottes ou d'une amende. Quand un criminel condamné a été fouetté, la moitié du nombre des coups de fouet est généralement appliquée sur le dos, la moitié sur les fesses. Toutefois, le condamné a le droit de choisir si les coups seront appliqués uniquement sur le dos ou sur les fesses ou sur les deux parties. À l'époque de la période Sengoku, la flagellation a été largement remplacée par la décapitation.

## Source de traduction
- (en) Cet article est partiellement ou en totalité issu de l’article de Wikipédia en anglais intitulé « Criminal punishment in Edo-period Japan » (voir la liste des auteurs).